# Igor Hriberšek
Igor Hriberšek, slovenski hokejist, * 11. januar 1968, Ljubljana.
Hriberšek je za klub Olimpija Hertz igral med sezonama 1988/89 in 90/91 v jugoslovanski ligi ter v sezoni 1991/92 v slovenski ligi. V sezonah 1990/91 in 1991/92 je s klubom osvojil naslov jugoslovanskega oziroma slovenskega podprvaka.

## Pregled kariere
Odebeljeno - reprezentančni nastopi, glej tudi Statistika pri hokeju na ledu.
| Moštvo         | Liga               | Sezona |    | Redni del | Redni del | Redni del | Redni del | Redni del | Redni del |   | Končnica | Končnica | Končnica | Končnica | Končnica | Končnica |
| -------------- | ------------------ | ------ | -- | --------- | --------- | --------- | --------- | --------- | --------- | - | -------- | -------- | -------- | -------- | -------- | -------- |
| Moštvo         | Liga               | Sezona | OT | G         | P         | T         | +/-       | KM        | OT        | G | P        | T        | +/-      | KM       |          |          |
| Olimpija Hertz | Jugoslovanska liga | 88/89  |    |           |           |           |           |           |           |   |          |          |          |          |          |          |
| Olimpija Hertz | Jugoslovanska liga | 89/90  |    |           |           |           |           |           |           |   |          |          |          |          |          |          |
| Olimpija Hertz | Jugoslovanska liga | 90/91  |    |           | 3         | 1         | 4         |           |           |   |          |          |          |          |          |          |
| Olimpija Hertz | Slovenska liga     | 91/92  |    |           |           |           |           |           |           |   |          |          |          |          |          |          |
| Skupaj         |                    |        |    |           | 3         | 1         | 4         |           |           |   |          |          |          |          |          |          |